# 정창영 (공무원)
정창영(鄭昌永, 1954년 8월 29일 ~ )은 대한민국의 공무원이다.
감사원 사무총장을 지냈으며, 2012년 2월 6일에 한국철도공사 사장으로 취임해 2013년 6월 17일 물러났다.

## 학력
- 1973년 : 경북고등학교
- 1980년 : 성균관대학교 행정학 학사
- 1998년 : 모스크바대학교 대학원 법률학 석사

## 경력
- 제24회 행정고시 합격
- 경상북도 행정사무관
- 대구광역시 행정사무관
- 서울특별시 행정사무관
- 감사원 부감사관
- 대통령경호실 감사담당관
- 감사원 감사관
- 감사원 과장
- 대통령비서실 민정수석실 행정관
- 국회 예산결산특별위원회 입법심의관
- 감사원 국장
- 감사원 제2사무차장
- 감사원 제1사무차장
- 감사원 사무총장
- 한국철도공사 사장
- 아라드네트웍스 대표이사, 사장